# Gemalter Anglerfisch
Der Gemalte Anglerfisch (Antennarius pictus), auch Rundflecken-Anglerfisch genannt, ist mit einer maximalen Länge von 30 Zentimetern ein relativ großer Vertreter der Anglerfische (Antennariidae). Er bildet zusammen mit Commersons Anglerfisch, dem Warzen-Anglerfisch, dem Vielfleck-Anglerfisch und dem Leoparden-Anglerfisch eine Gruppe nah verwandter Arten.

## Merkmale
Der Gemalte Anglerfisch ist von gelber, roter, grüner, grauer oder schwarzer Farbe. Bei schwarzen Exemplaren haben die Flossen blaugraue Ränder, die Spitzen der Brust- und Bauchflossen sind weiß. Die Angel (Illicium) ist doppelt so lang wie der zweite Strahl der Rückenflosse. Junge Gemalte Anglerfische ahmen mit ihrer Zeichnung giftige Nacktkiemer-Schnecken nach.

## Verbreitung
Die Fische leben im Roten Meer und im Indopazifik, von Ost- und Südafrika bis nach Japan, der Lord-Howe-Insel und Hawaii. Sie halten sich in flachem Wasser, in Tiefen von einem bis fünfzig Metern, auf Sandboden von Lagunen zwischen Korallenriffen auf. Gemalte Anglerfische findet man meist in der Nähe von Schwämmen, seltener bei Korallen oder Algenbüscheln.